# والک بلند
والک بلند (نام علمی: Allium giganteum) نام یکی از گونه‌های سردهٔ والک است. ارتفاع گیاه به ۸۰ تا ۱۵۰ سانتیمتر می‌رسد. مجموعه گل‌های توپی آن که در رأس ساقه گل بلند ظاهر می گردد ممکن است ۱۲ تا ۱۵ سانتیمتر قطر داشته باشد. در حالیکه هر یک از گل‌های آن بیش از ۵ میلی‌متر طول ندارند. برگ‌های قاعده‌ای، بسیار پهن و به رنگ سبز متمایل به آبی است. این گیاه در باغ‌های اروپا پرورش می‌یابد لکن برای رشد واقعی احتیاج به تابستان‌های گرمتر و زمستان های ملایم‌تر نسبت به آب و هوای کشورهای شمالی دارد. در ایران در منتهی‌الیه شمال شرق خراسان دیده می‌شود. زمان گلدهی در اردیبهشت ماه است.

## نگارخانه

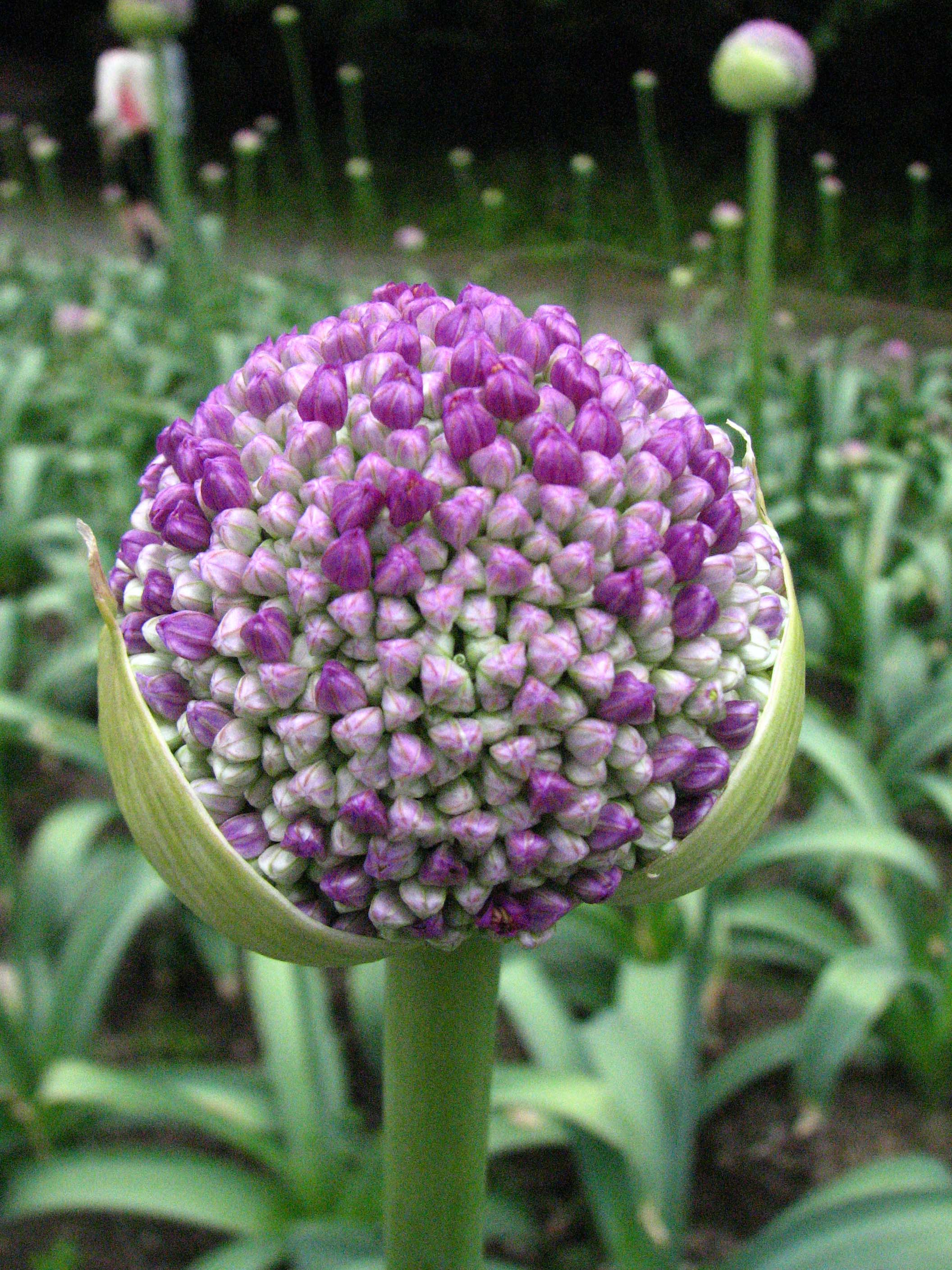
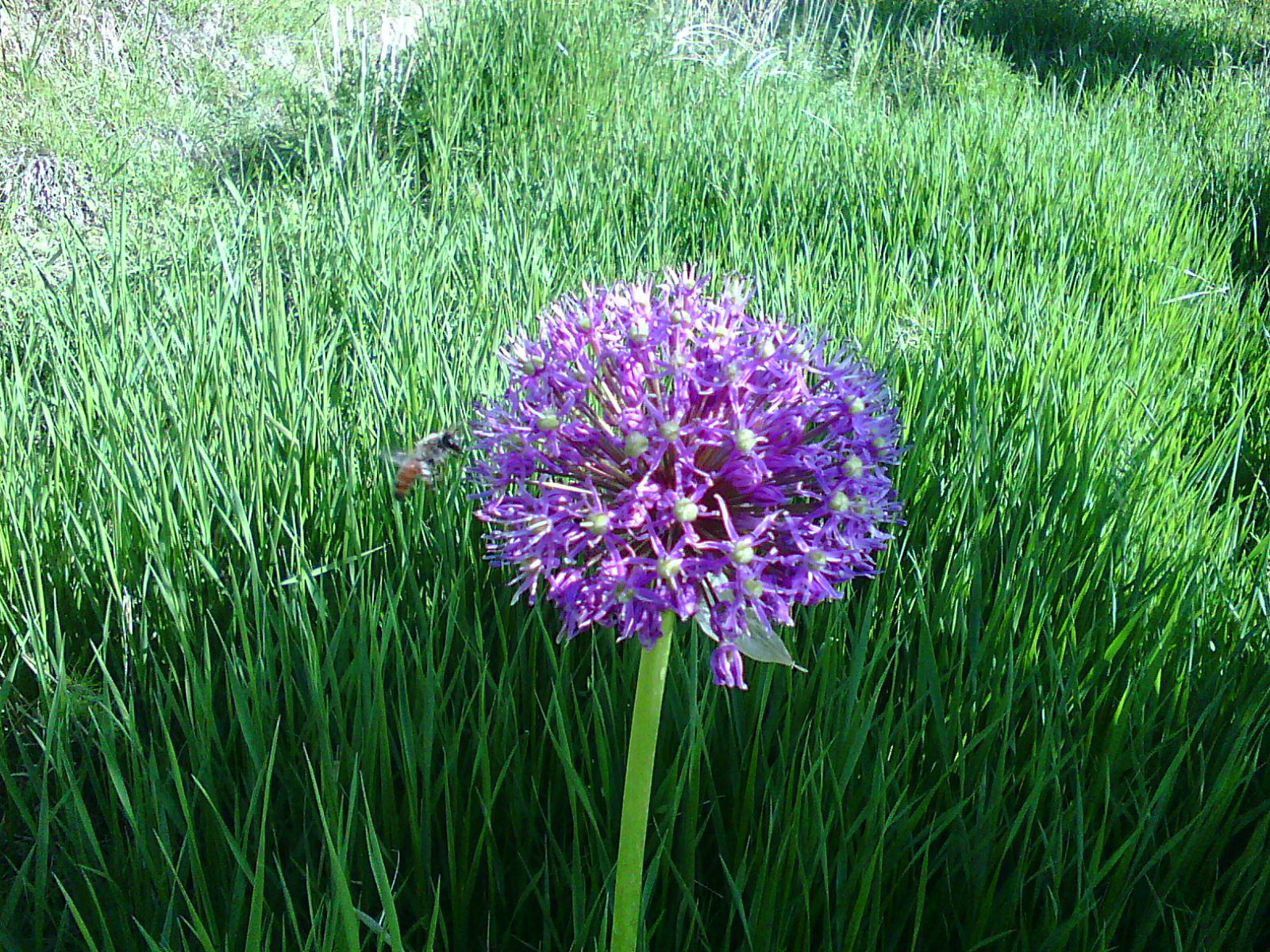